# 후에고 데 멘티라스
《후에고 데 멘티라스》(스페인어: Juego de mentiras)은 2023년 방영된 미국의 텔레노벨라이다.